# Panglima Sugala
Panglima Sugala (Balimbing) ist eine philippinische Stadtgemeinde in der Provinz Tawi-Tawi. Sie hat 44.184 Einwohner (Zensus 1. August 2015). Panglima Sugala (Balimbing) ist Hauptort der Provinz Tawi-Tawi.

## Baranggays
Panglima Sugala (Balimbing) ist politisch in 17 Baranggays unterteilt.
| - Balimbing Proper - Batu-batu (Pob.) - Buan - Dungon - Luuk Buntal - Parangan - Tabunan - Tungbangkaw - Bauno Garing | - Belatan Halu - Karaha - Kulape - Liyaburan - Magsaggaw - Malacca - Sumangday - Tundon |